# Bodyspray

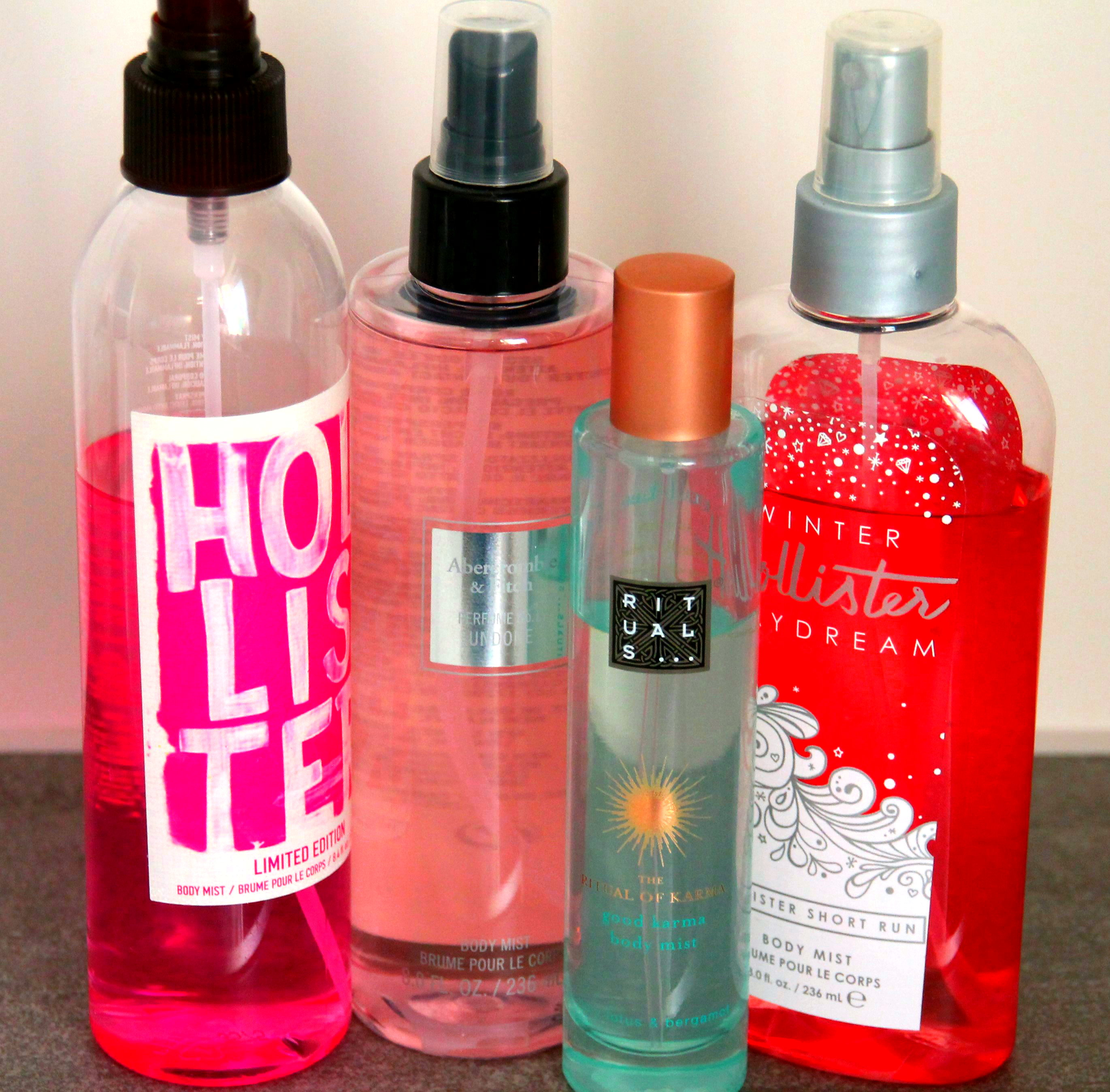
Verschiedene Sorten Bodysprays

Ein Bodyspray (engl.: Körperspray) oder auch Body Mist ist ein flüssiges Gemisch aus Alkohol und Riechstoffen, das der Erzeugung angenehmer Gerüche dienen soll und dabei leicht und erfrischend auf der Haut wirkt. Dabei ist der Geruch jedoch leichter als der eines Eau de Cologne. Das bedeutet, dass der Geruch aufgrund des größeren Alkohol-Gehalts schneller verfliegt.

## Inhaltsstoffe
Wie auch Parfüms besitzen Bodysprays einen hohen Alkoholgehalt. Außerdem bestehen sie überwiegend aus Wasser mit Öl, Emulgatoren, welche zur Stabilisierung beitragen sollen, und weiteren pflegenden Wirkstoffen. Zum Beispiel sorgen feuchtigkeitsspendende Komplexe, Vitamine (meist Vitamin A und Vitamin E) und ätherische Öle für einen angenehmen Duft und pflegen die Haut. In manchen Bodysprays können auch Liposome enthalten sein, welche die Spannkraft der Hautoberfläche erhalten sollen.

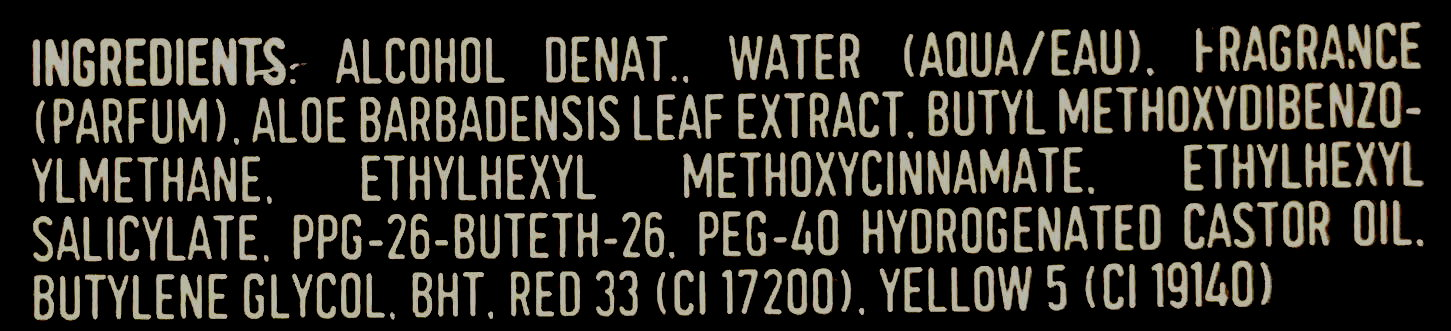
Inhaltsstoffe eines handelsüblichen Bodysprays (Deklaration nach INCI)

## Effekte
Ein Bodyspray kann jedoch nicht nur zum Beduften des Körpers verwendet werden, sondern auch zur Hautpflege. Aufgrund seiner Inhaltsstoffe (wie Öl) wird die Haut gepflegt und gleichzeitig mit Feuchtigkeit versorgt. Somit kann das Bodyspray auch als sehr erfrischend wahrgenommen werden.

## Phototoxische Reaktionen
Im Allgemeinen ist die Verwendung von Bodysprays harmlos. Jedoch sollten Bodysprays nicht vor dem Sonnenbaden aufgetragen werden, da bestimmte Inhaltsstoffe zu einer phototoxischen Reaktionen führen können. Die Symptome davon sind häufig folgende:
- Juckreiz,
- Rötungen,
- Trockenheit und
- Pigmentstörungen.

Diese phototoxischen Reaktionen werden meist von Vanillin, Cumerin und Alkoholen ausgelöst. Diese Stoffe werden durch die UVA- und UVB-Strahlen des Sonnenlichts chemisch verändert, sodass es zu unerwünschten Hautreaktionen kommen kann.
Da Bodysprays im Sommer auch eine kühlende Wirkung besitzen sollen, beinhalten sie oft Alkohol, wodurch es wiederum zu einer phototoxischen Reaktion kommt. Daher sollte im Sommer darauf geachtet werden, dass die Bodysprays Menthol statt Alkohol beinhalten. Außerdem gibt es bereits immer mehr „Special Summer Editions“, in denen auf die bedenklichen Stoffe verzichtet werden. Da diese jedoch meist keinen Alkohol enthalten, hält sich der Duft lediglich etwa vier Wochen.

## Unterschied zu Deodorants

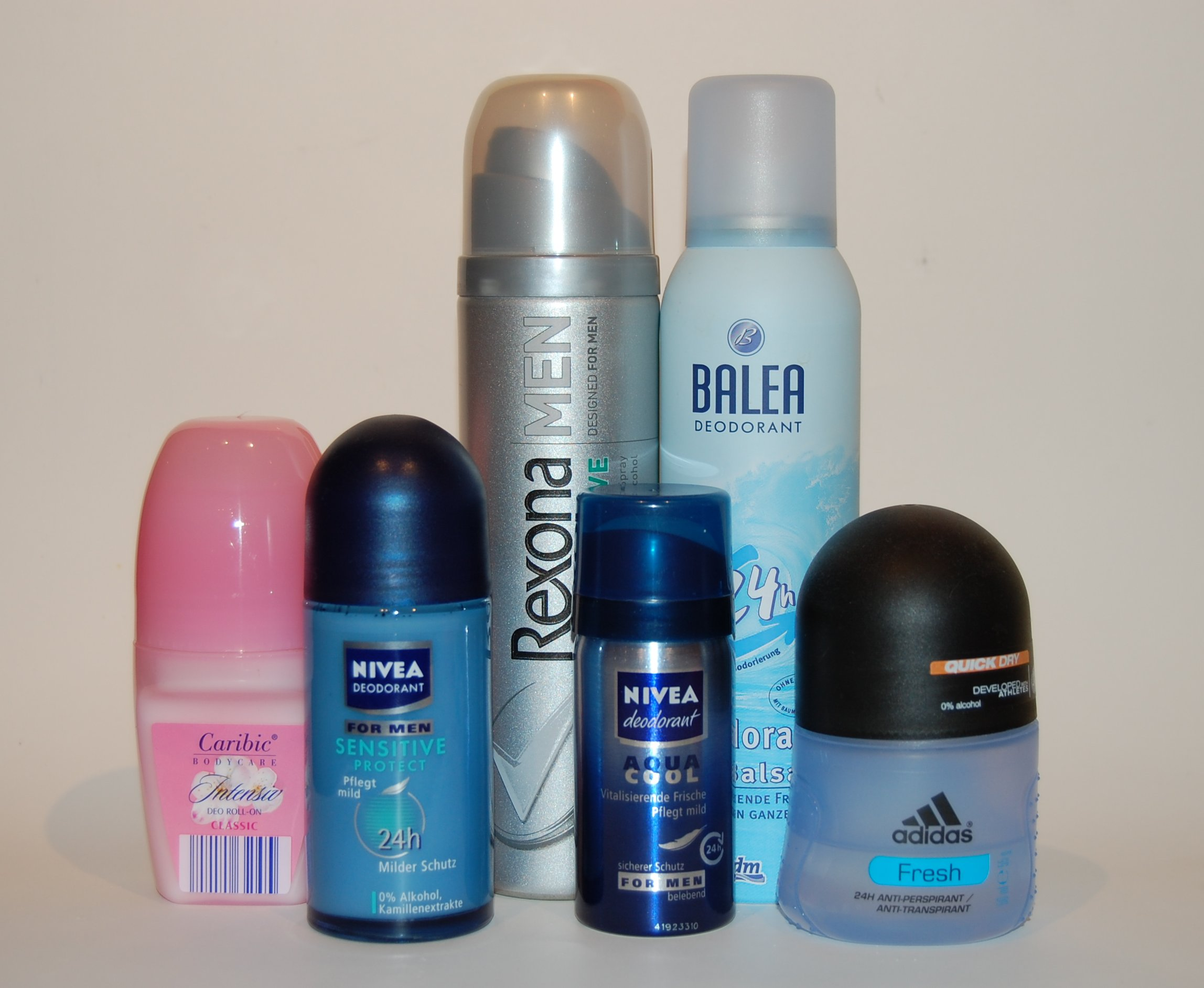
Verschiedene Deodorants

Der wohl offensichtlichste Unterschied zwischen Bodysprays und Deos ist, dass ein Deodorant meist nur für die Achselhöhlen geeignet ist, wobei das Bodyspray auf den gesamten Körper gesprüht wird. Außerdem enthält das Deodorant antimikrobielle Stoffe, Schweißhemmer und Geruchsabsorber, welche nicht in Bodysprays enthalten sind. Des Weiteren sind Deodorants auch in Stiften, Rollern, Pudern oder Cremes erhältlich. Im Gegensatz dazu enthalten Bodysprays meist hautpflegende Substanzen, welche den gesamten Körper pflegen und gleichzeitig kühlen. Beide Produkte zusammen sollen vor unangenehmen Gerüchen am ganzen Körper helfen.